# Rienzi
A Rienzi, az utolsó tribunus (németül Rienzi, der letzte der Tribunen), röviden Rienzi [ˈriɛnʦi] Richard Wagner egyik ötfelvonásos operája (WWV 49). Librettója Edward George Bulwer-Lytton Rienzi, the last of the Roman tribunes című 1835-ben megjelent regénye alapján készült. Ősbemutatójára 1842. október 20-án került sor a drezdai Hoftheaterben. Magyarországon 1874. november 24-én mutatták be a budapesti Nemzeti Színházban.

## Története
A zeneszerző 1837-ben olvasta Bulwer-Lytton regényét, és még ugyanabban az évben elkészítette a mű szinopszisát. A szövegkönyvvel 1838 nyarára készült el. A komponálással rigai karmesterkedése idején foglalkozott. Az utolsó felvonást Boulogne-sur-Merben fejezte be. A művet a párizsi Opérának szánta – ennek köszönhető, hogy felépítése tökéletesen követi a francia nagyoperákét –, azonban Meyerbeer ajánlólevele ellenére a francia dalszínház nem fogadta el. A darab premierjére végül Drezdában került sor 1842-ben, nem várt sikerrel. Ugyan hosszú ideig műsoron maradt, mégis hossza, valamint a színpadra állítás követelményei nagy terhet jelentettek, mind az énekesek, mind a közönség számára. 1844-ben Hamburgban már az opera rövidített változatát mutatták. Napjainkban visszatértek az eredeti partitúrához, melynek hossza közel négy óra.

## Szereplők
| Szereplő                                | Hangfekvés                |
| --------------------------------------- | ------------------------- |
| Cola Rienzi, pápai jegyző               | tenor                     |
| Irene, a testvére                       | szoprán                   |
| Steffano Colonna, a Colonna család feje | basszus                   |
| Adriano, a fia                          | mezzoszoprán              |
| Paolo Orsini, az Orsini-család feje     | bariton                   |
| Raimondo, pápai legátus                 | basszus                   |
| Baroncelli, római polgár                | tenor                     |
| Cecco del Vecchio, római polgár         | bariton                   |
| Egy békekövet                           | szoprán vagy mezzoszoprán |

## Cselekménye

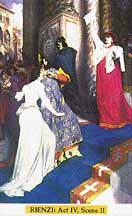
Rienzi

Helyszín: Róma
Idő: a 14. században

### Első felvonás
Első kép
Helyszín: Római utcarészlet Rienzi háza előtt
A pápa avignoni száműzetését követően Rómában az erkölcs és a közbiztonság  mélyre süllyedt. A hatalmat az egymással vetélkedő patríciuscsaládok, mindenekelőtt az Orsinik és a Colonnák gyakorolják. Egy alkalommal Paolo Orsini és emberei Irene, a néppárt általuk gyűlölt vezére, Cola Rienzi húgának elrablására és meggyalázására készülnek. A lányt csak a belé szerelmes Adriano Colonna és hívei időben érkezése és hatásos közbelépése menti meg. Összecsapásuk zaja fellármázza Raimondót, a pápai legátust is. Odasiet, hogy az egyház nevében és a törvények betartására figyelmeztetve szétválassza a küzdő feleket, szavai azonban visszhangtalanok maradnak. Csak Rienzi érkezése és magabiztos fellépése vet véget az összecsapásnak. Rienzit a nép támogatja ezért a patríciusok nem mernek szembeszegülni vele. Úgy döntenek, hogy másnap reggel a város falain kívül folytatják viaskodásukat. Amint távoznak, Raimondo és a római polgárok támogatásukról biztosítják Rienzit és arra biztatják, szálljon szembe a nemesekkel. A férfi felismeri: a másnap reggeli események, a vezető patríciuscsaládok távolléte kivételes alkalmat kínál számára a város feletti ellenőrzés megszerzésére. Az a terve, hogy távozásuk után bezáratja a városkapukat és csak akkor engedi visszatérni a kint rekedteket, ha esküvel fogadják a törvények betartását. A nép távozása után Irenéhez fordul, hogy megnyugtassa, majd bátor viselkedéséért köszönetet mondva a mellette álló Adrianót kérdezi: részt vesz-e a másnapi reggeli összecsapáson. Az ifjú tétovázik: szíve a városé és Irenéé, családi kötelékei azonban a Colonnákhoz szólítják. Rienzi lelkiismeretére bízza döntését, de emlékezteti öccse tragikus halálára, aki a családi hívó szót követve egy hasonló összetűzésben az életét vesztette.
Második kép
Helyszín: Másnap reggel, ugyanott
Másnap reggel Rienzi intézkedik, hogy tervét véghezvigye. A nép fellelkesül tettén és Cecco del Vecchio, a polgárok egyik vezetője ünnepélyesen átnyújtja neki a város koronáját, de ő visszautasítja, mert nem királyként, csak a nép tribunusaként kívánja a várost szolgálni. Ezek után ünnepélyes esküt tesz, hogy mindig a város érdekeit fogja szolgálni. Közben a patríciusok visszatértnek, de csak egyenként, a törvény szavainak betartására kötelező fogadalomtétel után léphetnek be a városkapun. Míg nyilvánosan hűséget fogadnak Rienzinek, titokban összeesküvésre készülnek ellene.

### Második felvonás
Helyszín: A Capitolium nagyterme
Rienzi irányításával hamar helyreállt a rend. Fiatal rómaiak küldöttsége keresi föl a szenátust, hogy bejelentse: az egész környéken megszűnt minden ellenségeskedés. Rienzi és a képviselők hálát mondanak Istennek, hogy fohászuk meghallgatásra talált és arra kérik a küldötteket, vigyék szét a jó hírt a polgároknak is. A néptribunus első nyilvános audienciáján a patríciusok képviselői is jelen vannak. Amikor Rienzi és bizalmasai távoznak, ők korábbi nézeteltéréseiket feledve tanácskozásra gyűlnek össze. Abban állapodnak meg, hogy megölik Rienzit. Az észrevétlenül a terembe lépő Adriano is hallja szavaikat. Figyelmezteti társait, hogy megszegik esküjüket, a törvény és a rend tiszteletben tartását. A többiek azonban lehurrogják, még apja is ellene fordul, sőt, amikor döntésük még egyszeri átgondolását kéri, eltaszítja magától. A patríciusok tettük elkövetésére a közelgő békeünnepet választják. Adriano elhatározza, hogy értesíti Rienzit. Csakhamar újra benépesül a csarnok. Polgárok, nemesek, szenátorok fogadják a nép békét köszöntő, ünnepélyes menetét. Irene kíséretében megjelenik Rienzi is. Miután köszönti Milánó, a lombard városok, Nápoly, Magyarország, Csehország és Bajorország küldötteit, megkezdődik az ünnepség. Amikor a táncok befejeződnek, Orsini és emberei körbeveszik a tribunust. Előbbi tőrt ránt és Rienzi felé szúr, Adriano figyelmeztetésének köszönhetően azonban a férfi páncélinget visel és így sértetlen marad. A támadót elfogják, a kitörő népharag a tettes halálra ítélését követeli. Rienzi úgy dönt, eleget tesz kívánságuknak és az összeesküvésben részt vevők mindegyikét halálra ítéli. A katonák az épület egy elkülönített szárnyába kísérik a foglyokat. Mindenki távozik, csak Adriano marad a teremben. Most döbben rá, hogy társai elárulásával apja és rokonai hóhérra várnak. Tudja, hogy tettükért büntetést érdemelnek, mégis arra kéri Irenét, lépjen közbe fivérénél és kérjen kegyelmet apja számára. Adriano és Irene kérése meglágyítja a tribunus szívét. Éppen elindul a vesztőhelyre induló menet, amikor közbelép. Hajlandó mindnyájuknak megkegyelmezni, amennyiben nyilvánosan újabb hűségesküt tesznek. A patríciusok ismét elárulják. Nyilvánosan készek esküjüket megerősíteni, titokban azonban hozzáteszik: az a fogadalom amely kényszer hatása alatt történik, semmire sem kötelezi az eskütevőt.

### Harmadik felvonás
Helyszín: Tér az egykori Forum Romanum helyén
A polgárság felháborodva tárgyalja a patríciusok újabb tetteit, akik hadsereget gyűjtve Róma lerohanására készülnek. Megérkezik Rienzi és fegyverbe szólítja a népet. Adrianót Rienzi iránti bizalma, Irene iránt érzett szerelme, másrészt családi kötelékei újra elbizonytalanítják, melyik oldalra álljon. Megkísérli rábeszélni Rienzit, várjon az ütközetre történő jeladással, engedje beszélnie apjával, hátha sikerül elkerülni a vérontást. A tribunus azonban hallani sem akar az ígéretüket ismét megszegő nemesekkel való tárgyalásról és kiadja a támadásra szóló parancsot. Adriano elrohan, hogy családja oldalán harcoljon Irene azonban visszatartja. Az ütközet hamar eldől: a patríciusok megsemmisítő vereséget szenvednek. A veszteségek mindkét oldalon nagyok. Baroncelli a polgárok egyik szószólója Rienzit teszi felelőssé a sok áldozatér, sőt Adriano is ellene fordul, apja és rokonai haláláért szintén a tribunust teszi felelőssé. Rienzi, a győzelem mámorában, ünnepséget rendel.

### Negyedik felvonás

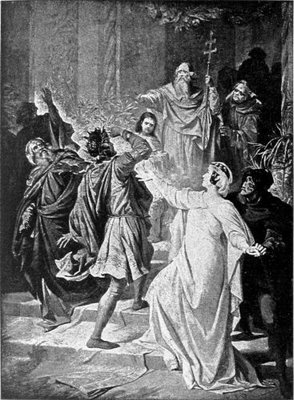
Jelenet a IV. felvonásból

Helyszín: Tér a lateráni székesegyház előtt
A nép hamarosan elégedetlenkedni kezd Rienzi öntelt és büszke magatartása miatt. Élükön Baroncellivel és Cecco del Vecchióval összegyűlnek, hogy megvitassák a német császártól érkezett ajánlatot, amiben az támogatásáról biztosítja őket, ha átengedik neki a várost. A gyűlésen megjelenik Adriano is, akinek elhatározását megerősítik a várható események.
A tér megtelik az ünnepi istentiszteletre gyülekezőkkel. Ide igyekszik Rienzi és Irene is. Éppen a templomba lépne, amikor teljes püspöki ornátusban megjelenik Raimondo és kihirdeti a pápa Rienzi fejére kimondott átkát. Rienzi megdöbben. Megkezdődik a szentmise, csak Rienzi, Irene és Adriano marad a téren. Adriano megkísérli rávenni Irenét, hogy szökjön vele, hagyja el fivérét, hisz mindenki, aki vele szövetségben marad, a pápai átok hatása alá kerül. Irene visszautasítja kedvese ajánlatát, Adriano csalódottan távozik.

### Ötödik felvonás
Első kép
Helyszín: A Capitolium nagyterme
Rienzi Istenhez fohászkodik. Nem érti a történteket és még mindig bízik a nép támogatásában. Irenét arra kéri, hogy menjen Adrianóval, de a lány nem akarja cserbenhagyni fivérét. A tribunus úgy határoz, még egyszer beszédet intéz a néphez. Őszintén beszámol mindarról, ami vele és velük történt, és az ítéletükre bízza magát. Amint távozik, Adriano keresi föl Irenét. Újra kéri, kövesse őt. Bátyja már nem ura az eseményeknek, maga, hívei, s az egész Capitolium veszélyben van. Már látszanak az épület felgyújtására tett előkészületek. Itt is, ott is fáklyák lobbannak, de Irene nem tágít. Bátyja mellett marad.
Második kép
Helyszín: Tér a Capitolium előtt
Róma népe ostromot indít a Capitolium ellen. Rienzi és Irene megjelennek az erkélyen. Az egykor lelkesen támogatott vezető megkísérel beszédet intézni a polgárokhoz, de Baroncelli és Cecco del Vecchio lehurrogják, sőt mindkettőjük megkövezésére szólítják föl követőiket. Láng borítja el az épületet. Adriano berohan, hogy Irenét kimentse a lángok közül, az épület azonban hatalmas robajjal, mindhármukat maga alá temetve összeomlik

## Híres részletek
- Nyitány (népszerű koncertszám)
- Erstehe Roma, neu! – Rienzi monológja (első felvonás)
- Ih Römer hört die Kunde des holdes Friedens an! – békekórus (második felvonás)
- In seiner Blüte bleichte mein Leben – Adriano áriája (harmadik felvonás)
- Der Tag ist da, die Stunde naht – csatahimnusz (harmadik felvonás)
- Allmächt’ger Vater, blick’herab! – Rienzi imája (ötödik felvonás)

## Diszkográfia
René Kollo (Rienzi), Siv Wennberg (Irene), Janis Martin (Adriano Colonna), Theo Adam (Paolo Orsini), Peter Schreier (Baroncelli) stb.; Lipcsei Rádió Énekkara, a Semperoper Ének- és Zenekara, vez.: Heinrich Hollreiser EMI 5 67131 2 (1974, 1976) [a mű etalonfelvétele]